# Железничка станица Димитровград
Железничка станица Димитровград је последња железничка станица на прузи Ниш—Димитровград. Налази се у насељу Димитровград у општини Димитровград. Железничка станица Димитровград се састоји из 12 колосека. Станица се налази у близи бугарске границе.　

## Железничке линије
Железнице Србије
- Пруга Ниш—Димитровград

БДЖ
- 1. линија (Бугарска)

## Околни објекти
- Дом Здравља
- ФК Балкански Димитровград
- Основна школа „Моша Пијаде“
- Гимназија „Свети Кирило и Методије”